# Hochschulforum Digitalisierung

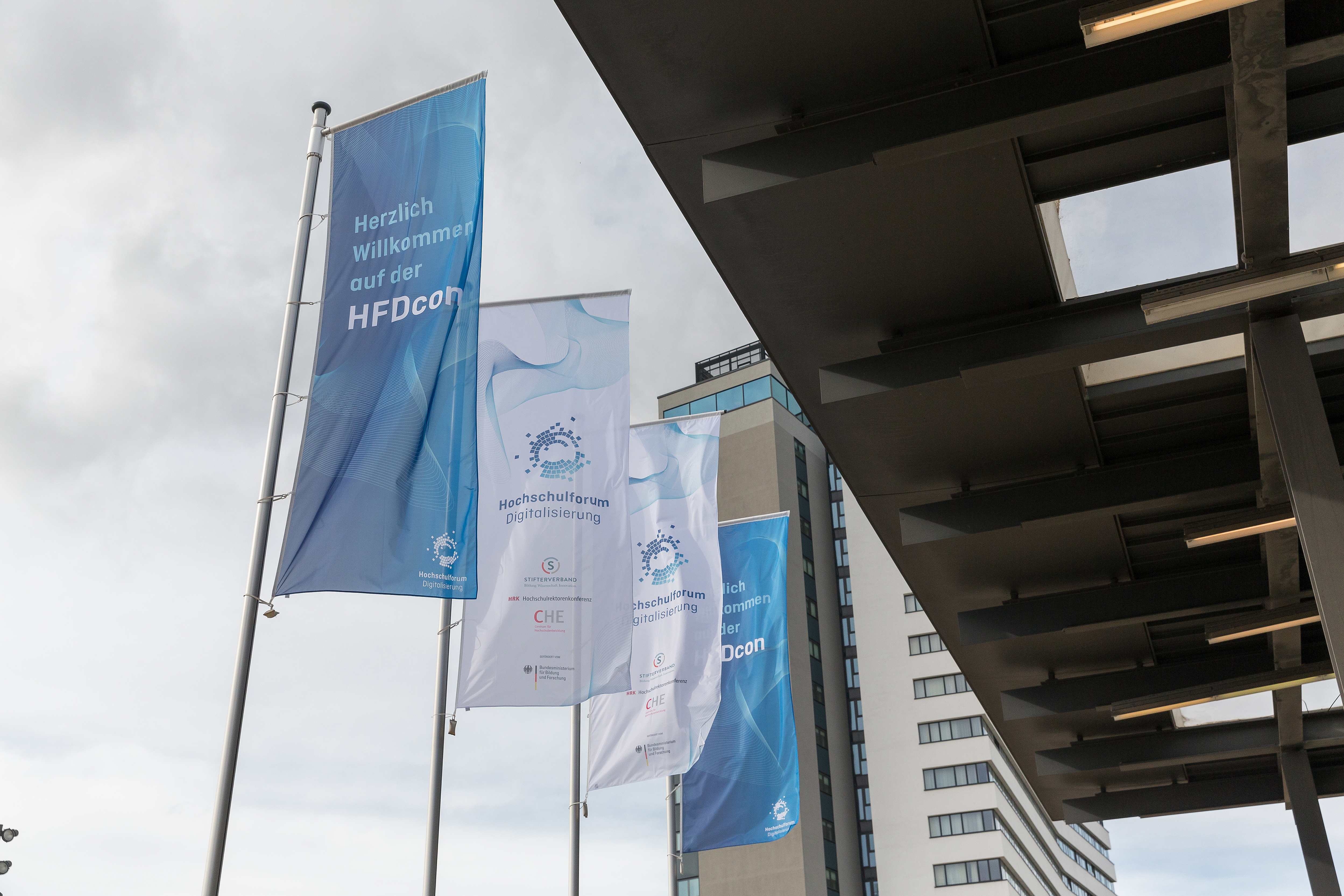
Fahnen vom Hochschulforum Digitalisierung vor dem World Conference Center in Bonn anlässlich der Konferenz HFDcon 2019

Das Hochschulforum Digitalisierung (HFD) ist ein öffentlich finanzierter Think Tank, der sich mit der Hochschulbildung im digitalen Zeitalter auseinandersetzt. Es ist ein Projekt des Stifterverbandes für die Deutsche Wissenschaft, des Centrums für Hochschulentwicklung (CHE) und der Hochschulrektorenkonferenz (HRK). Das HFD sieht sich selbst als „unabhängige nationale Plattform“, um aktuelle Fragestellungen zur Digitalisierung der Hochschulbildung zu identifizieren und überregional zu diskutieren.
Das Hochschulforum Digitalisierung wird vom Bundesministerium für Bildung und Forschung (BMBF) finanziert. Es nahm seine Arbeit im März 2014 auf. Die Geschäftsstelle des Hochschulforums Digitalisierung ist beim Stifterverband für die Deutsche Wissenschaft in Berlin angesiedelt. Die Frankfurter Allgemeine Zeitung bezeichnete das HFD als „akademische[n] Thinktank unter der Schirmherrschaft des BMBF“. Laut eigener Definition „orchestriert“ das HFD „den Diskurs zur Hochschulbildung im digitalen Zeitalter“.

## Aktivitäten
Das Hochschulforum Digitalisierung verfolgt zahlreiche Aktivitäten. Im Jahr 2020 war der Arbeitsschwerpunkt des Hochschulforums die Unterstützung von Hochschulen während der COVID-19-Pandemie. Zu den weiteren Schwerpunkten des Hochschulforums Digitalisierung zählen unter anderem folgende Aktivitäten.

### Arbeitsgruppen und studentische Partizipation
Das Hochschulforum betreibt jährlich wechselnde Arbeitsgruppen, die sich aus jeweils bis zu 15 Experten zusammensetzen und ein Jahr lang an einem vorher definierten Thema arbeiten. In dieser Arbeit geben sie unter anderem Studien in Auftrag, führen Anhörungen durch und organisieren Veranstaltungen.
Das Hochschulforum organisiert unter dem Titel „#DigitalChangeMaker“ eine personell jährlich wechselnde Arbeitsgruppe von Studierenden. Die Gruppe arbeitet inhaltlich frei und erhält durch das Hochschulforum lediglich organisatorische und kommunikative Unterstützung.

### Peer-to-Peer Strategieberatung
Das Hochschulforum berät jährlich sechs Hochschulen in ihrer Strategieentwicklung. Die Hochschulen werden in einem Wettbewerbsverfahren ausgesucht.

### Netzwerk für die Hochschullehre
Das Netzwerk für die Hochschullehre ist ein deutschlandweites Netzwerk, das Hochschulmitarbeiter und Hochschullehrende zusammen bringt. Es bietet unter anderem eine jährliche Summer School zur Fortbildung von Netzwerkmitgliedern an. Das HFD erhebt keine Mitgliedsgebühren.

### Weiterbildung
Das Hochschulforum Digitalisierung organisiert jährlich Summer Schools für in der Hochschullehre tätige Personen. Zudem bietet das Hochschulforum Digitalisierung periodisch Online-Weiterbildungen an, unter anderem den „Quickstarter Online-Lehre“ sowie den „HFD-Makerspace“.

### Austausch- und Expertenplattform HFDnet
Mit HFDnet betreibt das Hochschulforum eine Kommunikations- und Austauschplattform, auf der Personen miteinander kommunizieren und sich mit Hilfe von Profilen darstellen können.

### Lenkungskreis und Stakeholder-Dialog
Der Handlungsrahmen des Hochschulforums Digitalisierung wird von einem Lenkungskreis entwickelt, der sich aus Vertretern der Konsortialpartner (Volker Meyer-Guckel für den Stifterverband, Joachim Metzner für die Hochschulrektorenkonferenz und Jörg Dräger für das Centrum für Hochschulentwicklung), des Bundesministeriums für Bildung und Forschung und Vertretern der Kultusministerkonferenz der Länder zusammensetzt. Im Stakeholder-Dialog sind etwa 20 Vertreter verschiedener Anspruchsgruppen vertreten. Dieses Gremium hat eine rein beratende Funktion.

### Events
Das Hochschulforum Digitalisierung organisiert mehrmals im Jahr Veranstaltungen. Hierzu zählen unter anderem:
- Das University:Future Festival 2020 mit etwa 1.800 Teilnehmenden[13];
- Hackathon „#SemesterHack“ mit nach Veranstalterangaben etwa 1.000 Teilnehmenden (2020)[14];
- Internationale Konferenz „Strategies Beyond Borders“ (2019, zusammen mit dem DAAD)[15] ;

- Die Themenwochen „The Digital Turn“ (2015) und „Shaping the Digital Turn“ (2018) mit nach Veranstalterangaben jeweils ca. 750 Teilnehmenden.[16][17]

## Veröffentlichungen
Das Hochschulforum Digitalisierung gibt Schriften in den Reihen „Arbeitspapiere“ und „Diskussionspapiere“ heraus.

## Frühere Arbeitsweise
Von 2014 bis 2016 fand die inhaltliche Arbeit des Hochschulforums Digitalisierung in sechs Themengruppen statt, welche jeweils mit 10 bis 15 Experten besetzt waren. In jeder Themengruppe fungierte ein Mitglied als Themenpate und somit als Vorsitz der Themengruppe. Des Weiteren hatte jede Themengruppe einen Koordinator, der die Arbeit innerhalb der Gruppe organisierte und mit den anderen Themengruppen abstimmte. Die Themengruppen beschäftigten sich namentlich mit folgenden Themenbereichen:
- Neue Geschäftsmodelle, Technologien & Lebenslanges Lernen (Vorsitz: Hans Pongratz)
- Internationalisierung & Marketingstrategien (Vorsitz: Dorothea Rüland)
- Change Management & Organisationsentwicklung (Vorsitz: Wilfried Müller)
- Innovationen in Lern- & Prüfungsszenarien (Vorsitz: Jörn Loviscach)
- Curriculum Design & Qualitätsentwicklung (Vorsitz: Helmut Hoyer)
- Governance & Policies (Vorsitz: Michael Jäckel)